# Schubertella
Schubertella es un género de foraminífero bentónico de la subfamilia Schubertellinae, de la familia Schubertellidae, de la superfamilia Fusulinoidea, del suborden Fusulinina y del orden Fusulinida. Su especie tipo es Schubertella transitoria. Su rango cronoestratigráfico abarca el Pérmico.

## Discusión
Clasificaciones más recientes incluyen Schubertella en la superfamilia Schubertelloidea, y en la subclase Fusulinana de la clase Fusulinata.

## Clasificación
Se han descrito numerosas especies de Schubertella. Entre las especies más interesantes o más conocidas destacan:
- Schubertella transitoria

Un listado completo de las especies descritas en el género Schubertella puede verse en el siguiente anexo.
En Schubertella se ha considerado el siguiente subgénero:
- Schubertella (Eoschubertella), aceptado como género Eoschubertella